# مایکل آر داگلاس
 مایکل آر داگلاس (انگلیسی: Michael R. Douglas؛ زاده ۱۹ نوامبر ۱۹۶۱) یک دانشمند اهل ایالات متحده آمریکا است.